# Begraafplaats van Guignies
De Begraafplaats van Guignies is een gemeentelijke begraafplaats in het Henegouwse dorp Guignies, een deelgemeente van Brunehaut. De begraafplaats ligt 480 m ten noordoosten van het dorpscentrum. Deze kleine begraafplaats wordt omgeven door een bakstenen muur en wordt afgesloten door een dubbel hek tussen twee zuilen. Op de begraafplaats staat een gedenkplaat met de namen van de oud-strijders en gesneuvelde dorpsgenoten uit de beide wereldoorlogen.

## Britse oorlogsgraven
Rechts voorbij de toegang van de begraafplaats ligt een perk met 5 Britse militaire graven uit de Eerste Wereldoorlog. Zij kwamen om tussen 20 en 30 oktober 1918 tijdens het geallieerde eindoffensief. De graven worden onderhouden door de Commonwealth War Graves Commission waar ze geregistreerd staan onder Guignies Communal Cemetery.